# Дејан Перић
Дејан Перић (Бечеј, 22. септембар 1970) је бивши српски рукометаш и репрезентативац. Играо је на позицији голмана.

## Каријера
Дејан Перић је своју каријеру почео у панчевачком Динаму, где је остао до своје шеснаесте године, када прелази у београдску Црвену звезду. После успешних игара у звездином дресу Перић налази ангажман у Шпанији где мења неколико клубова, Атлетико Мадрид, Теукро Понтеведро и Барселону. У међувремену у периоду од 1995. па до 2004. године игра за Цеље Пивоварну Лашко из Словеније, са којим је освојио титулу шампиона Словеније чак осам пута, словеначки куп седам пута и 2004. године Лигу шампиона. Са Барселоном је такође следеће године поновио успех и освојио титулу европског шампиона.
У току 2006. године прелази у мађарски клуб Веспрем, са којим осваја мађарски куп и првенство.
За рукометну репрезентацију Југославије је наступио први пут када је имао свега 18 година, 1988. године у Загребу на утакмици Југославија — Данска. Са репрезентацијом Југославије, Перић, је освојио једну светску и једну европску бронзу.
У фебруару 2015. постављен је за селектор рукометне репрезентације Србије, и на тој позицији се задржао до октобра 2016. када је смењен.

## Трофеји
Цеље
- Лига шампиона : 2004.
- Првенство Словеније : 1996, 1997, 1998, 1999, 2000, 2001, 2004.
- Куп Словеније : 1996, 1997, 1998, 1999, 2000, 2001, 2004.

 Барселона
- Лига шампиона : 2005.
- Првенство Шпаније : 2006.

 Веспрем
- Првенство Мађарске : 2008.
- Куп Мађарске : 2007.
- Куп победника купова : 2008.